# Onthophagus ohbayashii
Onthophagus ohbayashii là một loài bọ cánh cứng trong họ Bọ hung (Scarabaeidae).